# Dominique Mazille
Pas d'image ? Cliquez ici

a Compétitions nationales et continentales officielles uniquement.

Dominique Mazille, né le 10 décembre 1961 à Mâcon, est un joueur de rugby à XV évoluant au poste de demi de mêlée.

## Carrière
Éveillé au rugby du côté de Mâcon, où sa carrière en senior commence, il rejoint l'US Bressane à 20 ans en 1981.
Repéré par Jean Liénard, il intègre le FC Grenoble deux ans plus tard. En 1986.
Il participe à une première finale, en Challenge Yves du Manoir, qui voit le club alpin être battu 22 à 15 par l'AS Montferrand après avoir éliminé le Stade Toulousain, champion de France en titre en demi-finale 31-17.
L'année suivante est celle de la consécration dans cette même compétition. Le 10 mai 1987, Grenoble domine Agen 26-7 à Narbonne.
À l'automne 1988, il est appelé en équipe de France en tant que remplaçant pour les deux test de l'automne contre l'Argentine‌.
Les années suivantes seront ponctuées d'une nouvelle finale de du Manoir (en 1990, défaite 24 à 19 face à Narbonne) et d'une demi-finale de championnat de France (en 1992, défaite 13 à 9 face au Biarritz olympique de Serge Blanco).
Lors de la saison suivante, le club isérois, rejoint par l'ex-sélectionneur national Jacques Fouroux, semble promis à soulever le bouclier de Brennus. Aux commandes d'un pack surpuissant pour l'époque, les mammouths, il participe à la belle saison du FC Grenoble qui est appelé à disputer la finale du championnat de France 1992-93 contre le Castres olympique au Parc des Princes. Sorti sur une blessure à l'épaule, il assiste impuissant à la fin de la rencontre, défait 14 à 11 par le Castres olympique sur une erreur d'arbitrage,.
Cette finale fera longtemps polémique à cause d’un essai irrégulier de Gary Whetton et un autre refusé au grenoblois Olivier Brouzet mais aussi en raison de l'opposition entre le président de la FFR Bernard Lapasset et le manager grenoblois Jacques Fouroux.
Après cette finale perdue au goût amer, Mazille se relance au CS Bourgoin-Jallieu entraîné par Michel Couturas. Il atteint en 1995 les demi-finales du championnat de France aux côtés de la jeune génération berjallienne.
C'est en 1997 qu'il connaît une dernière grande saison avec le CS Bourgoin-Jallieu en participant à trois finales (championnat, coupe de France et conférence européenne).
Si les deux premières se soldent par des défaites, il soulève le trophée européen sous les ordres du capitaine Marc Cécillon. Il met fin à sa carrière de joueur en 1998.
Appelé par Patrick Goffi, le président du FC Grenoble, il accepte de venir entraîner son ancien club à compter de l'été 1998. En raison d'un début de saison difficile, il est remercié après seulement cinq journées et une cuisante défaite à domicile contre Périgueux, l'une des équipes les plus faibles de la poule. Il avoue avoir mis « quelques années à [s'en] remettre [mais] assume [sa] part de responsabilité [alors que] personne n'est venu [l']aider ».

## Palmarès
Avec le FC Grenoble
- Championnat de France de première division :
  - Vice-champion (1) : 1993[5]
  - Demi-finaliste (1) : 1992
- Challenge Yves du Manoir :
  - Vainqueur (1) : 1987[10]
  - Finaliste (2) : 1986 et 1990
  - Demi-finaliste (2) : 1988 et 1992
- Coupe de France :
  - Demi-finaliste (2) : 1985 et 1986

Avec le CS Bourgoin-Jallieu
- Championnat de France de première division :
  - Vice-champion (1) : 1997
  - Demi-finaliste (1) : 1995
- Coupe de France :
  - Finaliste (1) : 1997
- Conférence européenne
  - Vainqueur (1) : 1997